# Henryk Giedroyc
Henryk Maria Giedroyc (ur. 12 stycznia 1922 w Warszawie, zm. 21 marca 2010 w Maisons-Laffitte) – polski działacz emigracyjny, w latach 2003–2010 kierownik Instytutu Literackiego, brat Jerzego Giedroycia. 

## Życiorys
Uczęszczał do Gimnazjum im. Jana Zamoyskiego w Warszawie. We wrześniu 1939 wraz z Jerzym Giedroyciem wyjechał do Rumunii. W 1940 zdał maturę w Bukareszcie i kilka miesięcy później wraz z bratem dotarli przez Stambuł do Palestyny. Od kwietnia 1941, jako żołnierz Brygady Strzelców Karpackich 2. Korpusu Polskiego, służył w 2 kompanii transportowej i przebył cały szlak bojowy (brał m.in. udział w walkach pod Tobrukiem) aż do północnych Włoch. Podjął studia na Politechnice w Turynie. Następnie wyjechał do Wielkiej Brytanii, gdzie wstąpił do Polskiego Korpusu Przysposobienia i Rozmieszczenia, przeznaczonego dla zdemobilizowanych żołnierzy Polskich Sił Zbrojnych na Zachodzie. W Londynie pracował w fabryce lodów u Wallsa.
W 1952 zamieszkał w Paryżu i podjął pracę w kierowanym przez brata Jerzego Instytucie Literackim, w podparyskim Maisons-Laffitte, zajmując się sprawami administracyjnymi. W 2003, po śmierci Zofii Hertz, został kierownikiem tej placówki i prezesem Stowarzyszenia Instytut Literacki „Kultura” (Association Institut Littéraire „Kultura”), którą kierował do śmierci. Jego następcą w Instytucie Literackim został Wojciech Sikora.

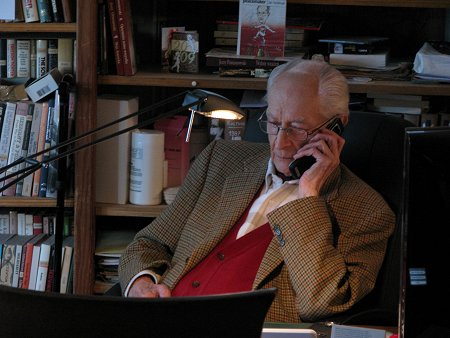
Henryk Giedroyc w 2008 roku

Pochowany na cmentarzu w Le Mesnil-le-Roi, u boku żony, Włoszki Ledy Pasquali (1919–2002), brata Jerzego (1906–2000) i jego b. żony Tatiany z d. Szwecow (1913–2005). Na tym samym cmentarzu spoczywają też inni współtwórcy paryskiej „Kultury”: Zofia (1910–2003) i Zygmunt (1908–1979) Hertzowie oraz Maria (1894–1981) i Józef (1896–1993) Czapscy.